# Плановое банкротство
Банкротство (несостоятельность, санация) хозяйствующих субъектов - это важный элемент механизма саморегулирования в рыночной экономике.
В подавляющем большинстве случаев, любое банкротство носит плановый характер. Банкротство — как план достижения своих экономических интересов, планируют либо кредиторы, либо сам должник.
Банкротство, планируемое должником, ещё иногда называют самобанкротство. Плановое банкротство должника, нельзя путать с криминальным банкротством (фиктивное, преднамеренное) вызванного умышленным созданием задолженности.
В законодательстве большинства стран прописывающих процедуру банкротства, даже содержится норма, обязывающая должника, при определённых условиях, самому начать процедуру собственного банкротства.
Кроме того, для снижения негативного влияния на экономику отраслей, регионов, правительства многих стран, требуют от крупных компаний иметь план на случай собственного банкротства.

## Защита интересов сторон

### Защита интересов должника
- анализ и минимизация рисков: налоговых, административных, уголовных последствий для должника, его должностных и контролирующих лиц;
- признания недействительными сделок должника;
- привлечения должностных и контролирующих лиц к субсидиарной ответственности.
- «контролируемое банкротство» — выход должника из процедуры банкротства с наименьшими потерями вплоть до реструктуризации бизнеса и сохранения его для владельцев.
- проведение переговоров с кредиторами от имени должника с целью заключения мирового соглашения или оформления уступки прав кредитора.

### Защита интересов кредитора
- подготовка и подача в арбитражный суд заявления об установлении требований кредитора и включении их в реестр требований кредиторов должника;
- выявление и оспаривание заключенных ранее сделок должника по выводу активов;
- выявление и возврат незаконно реализованного имущества должника;
- привлечение контролирующих должника лиц (руководителя, учредителя, владельца и др.) к субсидиарной ответственности — ответственности за должника своим личным имуществом;
- представление интересов кредитора в судебных заседаниях, собрания кредиторов;
- обжалование действий/бездействия арбитражного управляющего;
- участие в переговорах с прочими кредиторами, участвующими в деле о банкротстве, с представителями должника и арбитражного управляющего.